# Байдаєво
Байдаєво (рос. Байдаево) — село в Ельбруському районі Кабардино-Балкарії Російської Федерації.
Орган місцевого самоврядування — сільське поселення Ельбрус. Населення становить 64 особи.

## Історія
Згідно із законом від 27 лютого 2005 року органом місцевого самоврядування є сільське поселення Ельбрус.

## Населення
| 2002 | 2010 |
| ---- | ---- |
| 55   | ↗64  |